# Informator Radiowy
Informator Radiowy – konspiracyjne pismo wydawane przez Tajną Organizację Wojskową „Gryf Pomorski”.
Pismo według niepełnych informacji było wydawane od 1941 r. lub wcześniej. Zachowana informacja podaje tylko, że gazetka ukazywała się przed 1942 r. Na tę chwilę zachowały się cztery egzemplarze tego pisma z lat 1943–1944. Zamieszczone w gazetce teksty pochodziły z nasłuchu radiowego i dotyczyły ogólnej sytuacji na świecie, bez informacji odnoszących się do Pomorza. Według niepełnych informacji kontynuatorką pisma "IR" miała być konspiracyjna gazetka "Gryf Pomorski".